# Residencial Guanabara
Residencial Guanabara é um pequeno bairro da cidade brasileira de Goiânia, localizado na região norte do município
O bairro conta com uma área de 0,06 km² e conta com uma densidade de 13 596,41 habitantes. O loteamento do bairro surgiu após a conclusão da terceira etapa do Jardim Guanabara, no entanto, a área não foi acoplada ao bairro mais antigo e recebeu loteamento próprio.
Segundo dados do Instituto Brasileiro de Geografia e Estatística (IBGE), divulgados pela prefeitura, no Censo 2010 a população do Residencial Guanabara era de 880 pessoas.